# Bernard Franken
Bernard Franken (Antwerpen, 5 februari 1914 - Sint-Niklaas, 4 april 2001) was een in België geboren Nederlands wielrenner.
Franken was van 1936 tot en met 1958 profwielrenner. Hij nam in 1948 deel aan de Ronde van Frankrijk, deze ronde wist hij niet uit te rijden.

## Palmares
1942
Maldegem
1945
Lebbeke
Dernycriterium Wilrijk
1947
Assenede
1948
Petegem-aan-de-Leie
Terneuzen